# Veto (Band)
Veto war eine deutsche Heavy-Metal-Band aus Augsburg, die in den 1980er Jahren aktiv war, wobei ihr Labelboss bei Plattenaufnahmen das Schlagzeug übernahm.

## Geschichte
Veto wurde 1980 als Trio, das harten Rock mit deutschen Texten spielte, gegründet. Im Laufe der ersten Jahre veränderte sich die Besetzung häufig, lediglich Gitarrist Klaus Schiele war konstant dabei. Ab Frühjahr 1985 übersetzte Schiele seine Texte ins Englische und im November 1985 waren geeignete Musiker gefunden, um Plattenaufnahmen zu beginnen. Da noch ein Schlagzeuger fehlte, übernahm einer der beiden Inhaber des Musikverlags Gama International, Peter Garattoni, dieses Instrument. Gama gehörte mit seinen Zugpferden Gravestone, Stormwitch und Tyrant zu den Förderern des deutschen Metals. Garottini brachte Erfahrungen aus verschiedenen Jazz- und Blues-Bands der 1970er mit Tonträgerveröffentlichungen mit. Die anderen Bandmitglieder waren Harald „Hari“ Liebhäuser (Gesang und Keyboard), Roger Bredel (Gitarre) und Peter Schlattner (Bass). Für Garattoni stieg im Anschluss an die Aufnahmen Alwin „Yogi“ Rainer ein und bestritt mit der Band Konzerte und Festivalauftritte, zum Beispiel das Christmas-Festival in Ulm. Das Debütalbum Veto erschien Anfang 1986 beim Label Scratch Records.
In den nächsten Monaten versuchte die Band, der nur mittelmäßige Aufmerksamkeit zuteilgeworden war, sich zu etablieren. Sie trat im Vorprogramm von Saxon, Vengeance und Lee Aaron auf. Zur Jahreswende 1987/1988 wurde das Tonstudio Zuckerfabrik in Stuttgart zwecks Produktion des Nachfolgers Carthago gebucht. Erneut hatte Veto keinen Schlagzeuger, sodass Garattoni auch dieses Album einspielte. Es erschien Ende 1988. Ein Lizenzvertrag mit Warner Bros. Records ermöglichte der Band auf dem amerikanischen Markt Einzug zu halten. Anfang 1989 verließ Liebhäuser die Band und wurde von Dietmar „Meise“ Heiler in selbiger Doppelfunktion ersetzt. Da Garattoni keine Live-Ambitionen besaß, wurde ein neuer Schlagzeuger namens Raimund „Muck“ Langmair (Reactor) aufgenommen. Seitdem wurden keine weiteren Aktivitäten verzeichnet. Spekuliert wurde, dass aufgrund der zwischenzeitlich eingetretenen Verteilung der Mitglieder auf die Städte Stuttgart, München und dem ursprünglichen Augsburg, das Zusammenwirken zu stark beeinträchtigt war.

## Stil
Oliver C. Thöns sah Veto „irgendwo zwischen Running Wild und Sinner“, was er problematisch fand. Die Alben seien „weder Fisch noch Fleisch“, schrieb er im Lexikon Heavy Metal Made in Germany.
Im ersten Veto gewidmeten Metal-Hammer-Artikel wurde der Stil als „energiegeladene[r] Heavy-Rock“ beschrieben. Die Gruppe selbst gab darin an, von „klassischen Heavy-Bands wie Deep Purple und Judas Priest“ beeinflusst zu sein und auch die klassische Musik als Inspiration zuzulassen. Textlich nehme man sehr unterschiedliche Themen auf, die mal auf Spaß abzielten wie der über das Motorradfahren, aber bei politischen oder geschichtlichen Themen auch mal sehr ernsthaft seien. Der ungenannte Redakteur bestätigte, dass „die Texte nicht nur klischeehaftes Beiwerk seien“. In der im Nachfolgeheft abgedruckten Rezension des Debütalbums nannte Charly Rinne als Stil den Heavy Metal mit Speed-Metal-Anteilen à la Judas Priest. Reines Abkupfern bei Downing und Tipton sei dies keineswegs, es gebe „immer noch genügend Eigeninitiative und Spielwitz“. Uwe „Buffo“ Schnädelbach besprach das zweite Album und erläuterte dabei den „bodenständigen, phasenweise sogar durchaus originellen Heavy Rock“. Er sei mal hymnenhaft, mal balladesk, mal rasant gestaltet. Neu sei dies nicht, klinge aber ordentlich. Im Nachbericht zur Carthago-Veröffentlichung rückte Götz Kühnemund das Album in ein etwas positiveres Licht. „[A]bwechslungsreiche Arrangements und eigenständige Melodieführungen“ ergäben überdurchschnittliche Lieder, die trotz reichbestückter deutscher Metal-Szene ihre Berechtigung hätten.
Martin Popoff schrieb in seinem Buch The Collector’s Guide of Heavy Metal Volume 2: The Eighties, dass auf dem selbstbetitelten Album mit der typischen germanischen Gefühlslosigkeit und einer Energie, die die Seele erfülle, gespielt wird. Ähnlich wie bei Gravestone habe die Gruppe sowohl schnelle als auch langsame Songs, wobei sie gelegentlich auch in Scorpions-typischen Hard Rock verfalle.
Für das Online-Magazine Underground Empire charakterisierte Heiko Simonis den Stil als „überwiegend melodischen Metal“. Das siebenminütige Carthago mit seinen „klassischen Elemente[n]“ faszinierte ihn am meisten.
Zumeist wird einfach die Bezeichnung „Heavy Metal“ verwendet, vereinzelt „Speed Metal“.

## Diskografie
- 1982: Demo 1982 (Eigenproduktion)
- 1986: Veto (Album, Scratch Records)
- 1988: Carthago (Album, Scratch Records)
- 2007: Veto/Carthago (Kompilation: beide Alben auf 1 CD, Blower Records)